# Bion 1
O Bion 1 (ou Kosmos 605; em russo: Бион 1, Космос-605) foi um satélite soviético de pesquisas biológicas. Foi lançado em 31 de outubro de 1973 do Cosmódromo de Plesetsk, União Soviética (atualmente na Rússia), através de um foguete Soyuz-U. O satélite levou vários ratos machos em dúzias (possivelmente 25 ou 45), seis tartarugas (Agrionemys horsfieldii), cada uma em uma caixa separada, uma cama de cogumelos, besouros de farinha (Tribolium confusum) em vários estágios de seu ciclo de vida e esporos bacterianos. Ele forneceu dados sobre a reação de mamíferos, répteis, formas de insetos, fungos e bactérias à microgravidade prolongada.